# Accacladocoelium alveolatum
Accacladocoelium alveolatum är en plattmaskart. Accacladocoelium alveolatum ingår i släktet Accacladocoelium och familjen Accacoeliidae. Inga underarter finns listade i Catalogue of Life.